# Anne-Marie Villefranche
Anne-Marie Villefranche (* 1899 in Paris; † 1980 ebenda) war eine französische Schriftstellerin.

## Leben
Villefranche kam 1899 in Paris als Kind einer großbürgerlichen Familie zur Welt. Im Jahre 1917 heiratete sie einen französischen Offizier, der im Ersten Weltkrieg fiel. Im Jahre 1928 heiratete sie in zweiter Ehe den britischen Diplomaten Richard Warwick, der an der britischen Botschaft in Paris tätig war. Nach ihrem Tod 1980 wurden in ihrem Nachlass mehrere erotische Romane entdeckt, welche postum veröffentlicht wurden.
Die tatsächliche Existenz Villefranches wird mitunter angezweifelt.

## Werke
- Der Liebesreigen. Rowohlt, Reinbek 1984, ISBN 3-499-15366-1 (französisch: Plaisirs d’ Amour. Übersetzt von Andrea Fehringer, Viola Heilmann).
- Joie d’amour: erotische Memoiren aus dem Paris der zwanziger Jahre. Rowohlt, Reinbek 1985, ISBN 3-499-15480-3 (französisch: Joie d’amour. Übersetzt von Uta Goridis).
- Folies d’amour: weitere erotische Memoiren aus dem Paris der zwanziger Jahre. Rowohlt, Reinbek 1990, ISBN 3-499-15596-6 (französisch: Folies d’amour. Übersetzt von Irmela Rosenzweig).
- Die Purpurrose. Goldmann, München 2001, ISBN 3-442-55204-4 (französisch: Mystère d’amour. Übersetzt von Irmela Rosenzweig).
- Die Venusblüte. Goldmann, München 2002, ISBN 3-442-55271-0 (französisch: Secrets d’amours. Übersetzt von Angelika Weidmann).
- Die Zaubermuschel. Goldmann, München 2003, ISBN 3-442-55341-5 (französisch: Souvenir d’amour. Übersetzt von Angelika Weidmann).
- Schule der Nymphen. Goldmann, München 2005, ISBN 3-442-55449-7 (französisch: Spanking girls. Übersetzt von Claudia Müller).
- Der Liebesapfel. Goldmann, München 2007, ISBN 978-3-442-55478-2 (französisch: Liaisons d’amour. Übersetzt von Inez Meyer).